# ديارال حاظر (سيئون)
'

تعديل مصدري - تعديل

ديارال حاظر هي إحدى قرى عزلة سيئون بمديرية سيئون التابعة لمحافظة حضرموت، بلغ تعداد سكانها 107 نسمة حسب تعداد اليمن لعام 2004.